# Hormathophylla cadevalliana
Hormathophylla cadevalliana är en korsblommig växtart som först beskrevs av Carlos Pau, och fick sitt nu gällande namn av Theodore `Ted' Robert Dudley. Hormathophylla cadevalliana ingår i släktet Hormathophylla och familjen korsblommiga växter. Inga underarter finns listade i Catalogue of Life.